# The Lie (película de 2018)
The Lie ("La Mentira" o "Juego Perverso" en Hispanoamérica) es una película de horror psicológico de 2018 escrita y dirigida por Veena Sud. La película es un remake de la película alemana de 2015 "Wir Monster", y es estelarizada por Mireille Enos, Peter Sarsgaard y Joey King. Jason Blum sirve como productor bajo su firma Blumhouse.
La película tuvo su premier en el Festival Internacional de Cine de Toronto el 13 de septiembre de 2018. Siendo más tarde liberada en la plataforma de Amazon Studios el  6 de octubre de 2020.

## Argumento
Jay, un padre divorciado, conduce a su hija Kayla a un retiro de ballet. En el camino, encuentran a la mejor amiga de Kayla, Britney, al lado de la carretera, y le dan un aventón al mismo retiro. Después hacer una parada en el camino para que Britney vaya al baño en el bosque, Jay escucha un grito de Kayla y la encuentra sentada sola en un puente sobre un río. Kayla dice que empujó a Britney del puente. Jay revisa el área buscando el cuerpo de Britney, pero no lo encuentra y supone que se ahogó y que fue arrastrada por la corriente. Kayla encuentra el bolso de Britney y se van a ver su madre (la exesposa de Jay), Rebecca, una abogada.
En casa de Rebecca, Kayla le dice que ha asesinado a Britney. El padre de Britney, Sam, llega en busca de su hija. Cuando pide hablar con Kayla, Rebecca miente diciendo que está en el médico. Más tarde, Sam sospecha y vuelve para descubrir que Rebecca mintió y que Kayla está en casa. Tras un altercado físico con Jay, Sam amenaza con ir a la policía. Al observar que Britney tenía un moretón en la cara, Jay convence a Rebecca para que intente hacer sospechar a Sam de la desaparición. Ella se pone en contacto con un colaborador de la policía, el detective Kenji Tagata, para acusar a Sam de abusar de Britney. Cuando Kenji interroga a Sam, éste niega haber golpeado a Britney y admite que ya se ha escapado antes. Kenji interroga a Kayla, quien dice que Sam tiene mal carácter y que ya ha golpeado a Britney anteriormente.
Sam ve a Kayla fuera del apartamento de Jay y trata de agarrarla, pero ella se retira a la casa mientras él la persigue, golpeando las ventanas y gritando su nombre. Jay y Rebecca intentan enterrar el teléfono de Britney detrás de la casa de Sam, pero éste les pilla en el acto. Antes de huir, Sam les dice que sabe que Kayla mató a Britney. Cuando Sam aparece delante de su coche, Rebecca lo embiste a propósito. Jay y Rebecca se plantean pedir ayuda antes de dejar que se desangre y abandonar su cadáver en la carretera.
A la mañana siguiente, mientras Jay y Rebecca limpian la sangre de Sam de su coche, Britney aparece de repente, viva y sana, pidiendo hablar con Kayla. Britney admite que su desaparición no fue más que una simple treta entre ella y Kayla para que Britney pudiera visitar a su novio. Britney se siente incómoda y se va después de notar un trapo ensangrentado, y sus reacciones sospechosas. Jay y Rebecca confrontan a Kayla, quien con lágrimas en los ojos admite que estuvo de acuerdo con el plan de Britney, e intensificó la mentira fingiendo "empujar" a Britney del puente, con la esperanza de que la pseudo-tragedia volviera a unir a sus padres divorciados. Mientras la familia se abraza y Kayla ruega a sus padres que no la abandonen, suena el timbre y se oyen las sirenas de la policía.
La película termina con dos cliffhangers, el primero al no revelar nunca qué será de Kayla y sus padres. Tampoco se revela si Sam abusó, de hecho, de Britney. Kayla dijo esto a la policía incluso cuando sabía que Britney estaba viva y bien.

## Reparto
- Mireille Enos como Rebecca Marston
- Peter Sarsgaard como Jay Logan
- Joey King comoKayla Logan
- Cas Anvar como Sam Ismali
- Devery Jacobs como Britney Ismali
- Nicholas Lea como Detective Rodney Barnes
- Patti Kim como Detective Kenji Tagata

## Producción
La fotografía principal en la película empezó a rodarse en enero de 2018. Su título provisional era "Entre la Tierra y el Cielo". La película fue filmada en Canadá, específicamente, en el área de Toronto.

## Estreno
La película tuvo su premier en el Festival Internacional de Cine de Toronto el 13 de septiembre de 2018. En agosto de 2020, Amazon Studios  adquirió los derechos de distribución y la subió a su plataforma el 6 de octubre de 2020. Junto con "Black Box",  es una  de las primeras dos películas de Blumhouse que integrarán una antología de 8  producciones.

## Recepción
En el sitio de Tomates Podridos, la película tiene un índice de aprobación de 43% basado en 77 revisiones, con un índice medio de 5.10/10. El consenso de críticos del sitio web dice: "The Lie no engañará a muchos espectadores que busquen una película de terror que merezca la pena". En Metacritic, la película tiene un puntuación ponderada media de 45/100, basándose en 13 críticas, indicando "revisiones mixtas o medias."